# Arbitru (sport)

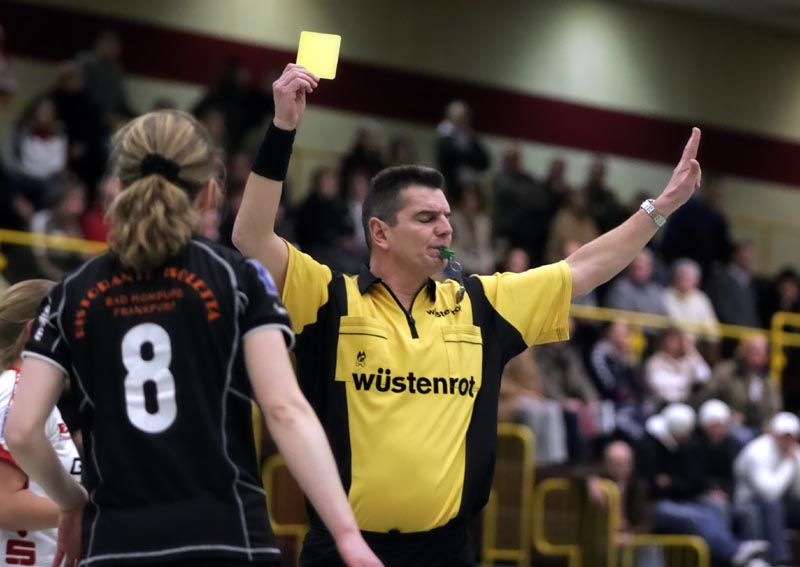
Arbitru (sport)

Arbitru la sport este o persoană imparțială, desemnată de o organizație sportivă însărcinată să supravegheze și să conducă desfășurarea unei competiții sportive.